# Ahrensdorf (Templin)

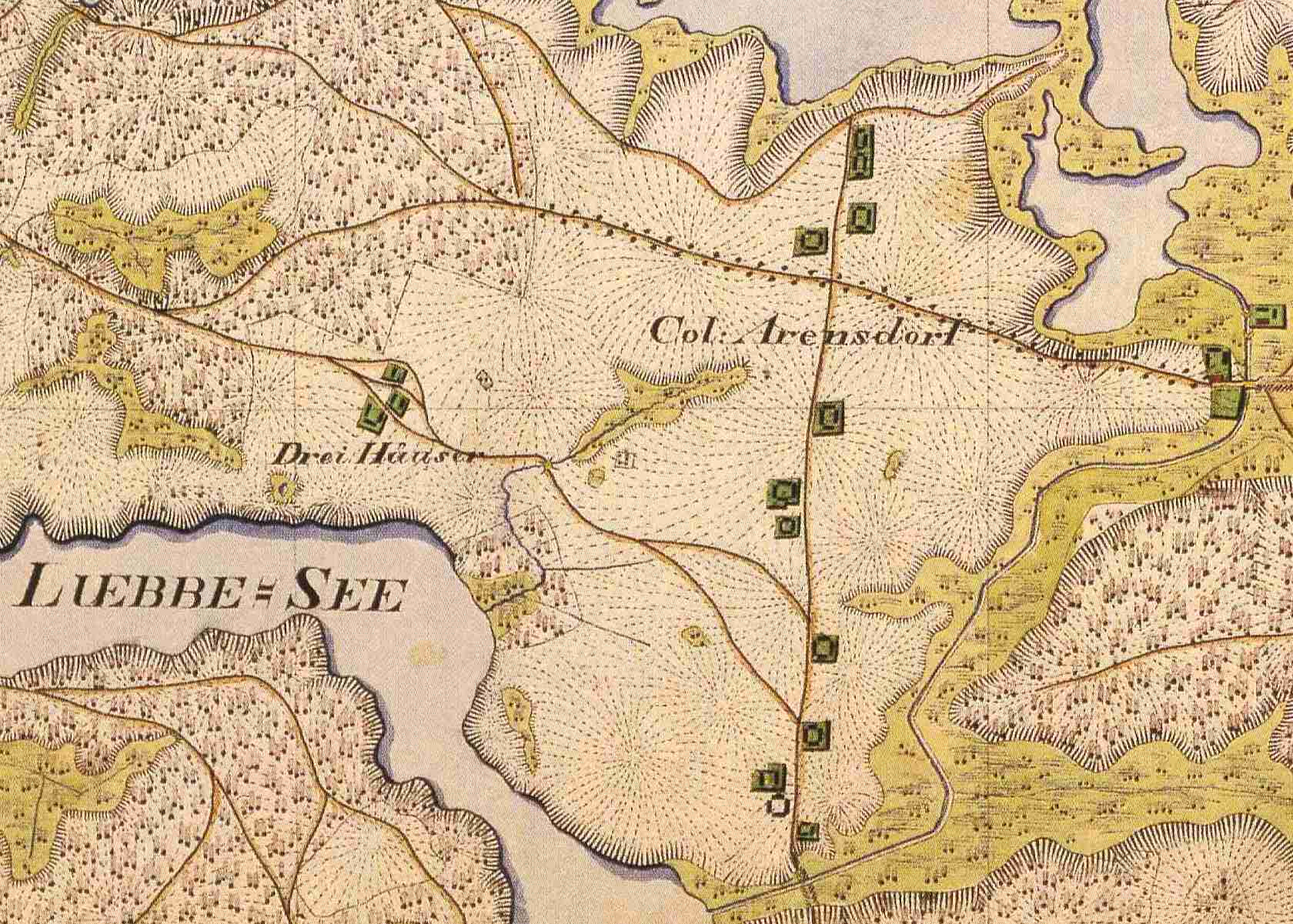
Ahrensdorf auf dem Urmesstischblatt 2847 Templin von 1825

Ahrensdorf ist ein Ortsteil der amtsfreien Stadt Templin im Landkreis Uckermark (Brandenburg). Der im Hochmittelalter gegründete Ort fiel bereits um die Mitte des 14. Jahrhunderts wüst. 1771 wurde auf der Gemarkung eine Kolonie angelegt, aus der sich das heutige Dorf Ahrensdorf entwickelte.

## Geographische Lage
Ahrensdorf liegt circa fünf Kilometer östlich der (Kern-)Stadt Templin auf der sogenannten Templiner Platte, einer flachen Sander- und Grundmoränenlandschaft. Es grenzt im Osten an die Gemeinde Milmersdorf, im Süden, Westen und Norden an die Gemarkung der (Kern-)Stadt Templin. Im Süden bildet der zur Gemarkung Templin gehörende Lübbesee die Grenze, im Norden der ebenfalls vollständig auf der Templiner Gemarkung liegende Fährsee und dessen südlicher Ausläufer der Zaarsee. Durch Ahrensdorf hindurch führen zwei größere Straßen: die von der B 109 abzweigende, nach Milmersdorf führende L 23 und die Petersdorfer Straße. Die Bahnstrecke Britz–Templin führt durch den südlichen Teil der Gemarkung. Am Kreuzungspunkt mit der Hauptstraße liegt der Haltepunkt Templin-Ahrensdorf. Der höchste Punkt liegt im nordöstlichen Teil der Gemarkung mit 61,6 m. Der mittlere Seespiegel des Fährsees liegt bei 51,2 m, der mittlere Seespiegel des Lübbesees bei 52,9 m.
Im Osten und Südosten bildet der Lübbeseegraben (oder auch Ahrensdorfer Kanal, um 1900 auch Alter Kanal), der Zaarsee und Lübbesee miteinander verbindet, von der Ahrensnester Brücke bis zum Lübbesee die Gemarkungsgrenze zu Milmersdorf. In Gemarkungsmitte verläuft der Ahrensdorfer Graben zum Lübbesee.
Auf der Gemarkung des Ortsteils Ahrensdorf liegen die Wohnplätze Drei Häuser, Morgenland und Seehof.

## Geschichte
Der Ort wurde 1306 allerdings nur indirekt erwähnt, als in einer von Markgraf Waldemar ausgestellten Urkunde, eine Altarstiftung in der Nicolai-Kirche in Prenzlau betreffend, ein dominus (= Priester oder Adliger?). Ludolf de Arndestorp erwähnt wird. Der Name leitet sich von einem Kosenamen Arnt, zu einem Personennamen Arnolt/Arnwalt ab. Die Silbe Arn geht auf mnd. arn = Adler zurück. Gerhard Günther möchte den Namen von der schlesischen Adelsfamilie von Ahrensdorf (oder auch Arnsdop, Arndesdorp, Arnsdorf) ableiten, die seit 1306 in der Uckermark nachgewiesen sei. Selbst wenn sich die Nennung von 1306 auf einen von Arnsdorf beziehen sollte, ist damit ein Zusammenhang mit der gleichnamigen schlesischen Familie unwahrscheinlich. Ledebur und Kneschke gehen dagegen von einem uckermärkischen Adelsgeschlecht dieses Namens aus, das seinen Stammsitz in diesem Dorf hatte und sich nach dem Ort benannte. Das Dorf wäre demnach nach einem Lokator namens Arnt benannt worden. Es dürfte damit wohl in der ersten Hälfte des 13. Jahrhunderts gegründet worden sein.

### Das mittelalterliche Dorf bzw. die wüste Feldmark
1320 bestätigten die Herzöge Otto I. und Wartislaw IV. von Pommern der Stadt Templin ihre Rechte, darunter das Dorf Arenstorp mit aller Gerechtigkeit und Frucht, das Holz, die Lacke und die Brüche und alles was dazu gehört. 1375 wird der Ort ohne weitere Angaben erwähnt. In der weiteren Folge nutzte die Stadt Templin die Feldmark. Um 1500 bezog der Propst von Templin immerhin acht Scheffel Korn von der Feldmark. In der Zeit des Dreißigjährigen Krieges und danach bewaldete sich die Feldmark völlig. 1714 war die Feldmark „erst vor wenigen Jahren“ wieder geräumt worden. Die Bürgerschaft der Stadt Templin hatte Wiesen und Hütung auf der Feldmark. 1722 plante der Magistrat die Einrichtung eines Vorwerkes auf der Gemarkung, da er sich davon mehr Einkünfte erhoffte. Die Bürgerschaft legte aber Einspruch dagegen ein; der Plan wurde fallengelassen. 1747 wurde die Feldmark vermessen. In den drei Feldern lagen 1530 Morgen Ackerland, und es wurden 269 Morgen Brüche festgestellt, also insgesamt 1799 Morgen (der Morgen zu 180 Quadratrutencv).
| Jahr | Einwohner                  |
| ---- | -------------------------- |
| 1774 | 66                         |
| 1790 | 91                         |
| 1801 | 22 (sic! wohl Druckfehler) |
| 1817 | 110                        |
| 1840 | 130                        |
| 1858 | 134                        |
| 1875 | 130                        |
| 1890 | 111                        |
| 1895 | 123                        |
| 1910 | 128                        |
| 1925 | 192 (113)                  |
| 1939 | 129                        |
| 2013 | 283                        |

### Das neue Dorf
1766 wurde der Plan gefasst, 43 ausländische Büdnerfamilien auf der Feldmark anzusiedeln. Jede Familie sollte 10 Morgen Ackerland und 4 Morgen Wiese erhalten. Auch dieser Plan wurde zunächst nicht realisiert. 1770 suchten 20 mecklenburgische Familien beim Rat der Stadt Templin nach, sich auf der Feldmark Ahrensdorf niederzulassen. Dies wurde anscheinend bewilligt, denn ab 1771 wurde die neue Kolonie Ahrensdorf angelegt. 1774 wohnten zwar keine 20 Familien, sondern „nur“ 15 Kolonisten in Ahrensdorf. Zehn Häuser waren bereits fertig gestellt, vier Häuser waren noch im Bau. Das Gehöft für den Schulzen wurde anscheinend noch etwas später errichtet. Nach Borgstede wurde die Kolonie bis „1776 völlig zu Stande gebracht“. Die Gehöfte wurden entlang der heutigen Petersdorfer Straße angelegt. Unklar ist, ob die drei Gehöfte im östlichen Teil der Gemarkung in der Nähe des Lübbesees (heutiger Wohnplatz Drei Häuser) zu den ursprünglichen 15 Gehöften zählten, oder ob sie erst später angelegt wurden. Im Urmesstischblatt 2847 Templin von 1825 sind 12 Gehöfte entlang der Petersdorfer Hauptstraße verzeichnet. Dies würde zusammen mit den drei Gehöften des Wohnplatzes Drei Häuser die ursprünglichen 15 Gehöfte ergeben. Ein sechzehntes Gehöft ist allerdings nahe der Ahrensnester Brücke eingezeichnet.
1790 lebten 12 Ackerleute (oder Bauern), fünf Hausleute (oder Einlieger) und ein Schmied in Ahrensdorf, insgesamt gab es 15 Feuerstellen im Dorf. 1783 bekam die neue Kolonie den ersten Lehrer, den Schuhmachermeister Bothe aus Zehdenick. 1790 hatte sich auch ein Schmied im Dorf niedergelassen. 1801 wohnten neben den 15 Kolonistenfamilien noch 6 Einlieger im Dorf; es gab insgesamt 17 Feuerstellen. In der Nacht vom 9. zum 10. Juni 1803 brannten Wohnhaus, Scheune und Stall des Lehrers Menz nieder. 1828 wurde die Straße vom städtischen Forst bis zur Ahrensnester Brücke, also die heutige L 23, mit Alleebäumen bepflanzt. Vermutlich entstand um 1825 ein größeres Gut, denn es erscheint in der Rittergutmatrikel des Kreises Templin als ritterfreier Kämmereibesitz. 1840 wird das Gut explizit als Rittergut bezeichnet. 1860 wird Ahrensdorf als Kolonistendorf mit drei Abbauten (= Drei Häuser). beschrieben. Im Dorf standen ein öffentliches Gebäude, 15 Wohngebäude und 23 Wirtschaftsgebäude. 1861 werden drei Zimmerleute erwähnt. Bis um 1895 spielte die Flößerei eine große Rolle. Das Holz wurde durch den Alten Kanal geflößt. Am Ufer des Zaarsees nahe der Straße (heutige L 23) gab es eine Holzablage. 1887/1888 wurde die Straße von Templin über Ahrensdorf nach Milmersdorf ausgebaut. 1893 wurde das Armenhaus an der Milmersdorfer Chaussee errichtet, in dem bis 1936 die so Dorfarmen untergebracht waren. 1897/98 wurde die Bahnstrecke Britz–Fürstenberg durch den Ort gebaut, sie erhielt einen Haltepunkt an der Petersdorfer Straße. Am 15. Dezember 1898 rollte dann der erste Eisenbahnzug durch Ahrensdorf.

### Ahrensdorf ab dem 20. Jahrhundert
Um 1900 gab es bereits 21 Häuser, 1931 22 Häuser in Ahrensdorf. 1911 wurde ein Schul- und Bethaus nahe der Kreuzung Petersdorfer Straße/Milmersdorfer Chaussee erbaut. Der Friedhof wurde südöstlich davon, südlich der Milmersdorfer Chaussee angelegt. 1921 wurde eine Gedenktafel für die sechs Gefallenen des Ersten Weltkrieges gestiftet.
1925 errichtete Robert Preußner, ein Berliner, der nach Ahrensdorf zugezogen war, sieben Hütten, die äußerlich einem afrikanischen Dorf ähnelten. Dazu kamen noch ein Strandbad und ein Afrikanischer Pavillon (Tanzpalast). Diese „Neu Afrika“ genannte Freizeitanlage wurde touristisch gut angenommen. 1928 wurde Ahrensdorf an das Stromnetz angeschlossen.
1936 bis 1938 wurde die Funkstation Engelsburg zur Luftraumüberwachung gebaut und in Betrieb genommen. Im Zweiten Weltkrieg blieb der Ort von direkten Kampfhandlungen verschont. Am 20. Juni 1944 kam es zu einem Luftkampf über dem Dorf, bei dem zwei alliierte Jagdflugzeuge eine deutsche Jagdmaschine vom Typ Me-109G-6 abschossen. Am 28. April 1945 wurde Ahrensdorf von der Roten Armee besetzt, die im Gut Seehof eine Ortskommandantur einrichtete. 1946 wurde in der ehemaligen Funkstation Engelsburg ein Aufnahmelager für Flüchtlinge und entlassene Angehörige der Wehrmacht eingerichtet. In der Bodenreform wurden 1948 136 ha enteignet und aufgeteilt. 52 ha gingen an sechs landlose Bauern und Landarbeiter, 25 ha an sechs landarme Bauern und 60 ha ging in Gemeindeeigentum über. 1955 wurde die erste LPG vom Typ III gegründet. 1958 hatte sie bereits 29 Mitglieder, die 321 ha landwirtschaftliche Nutzfläche bewirtschafteten. Sie wurde bereits 1959 mit den LPGs in Petersdorf und Milmersdorf zur LPG Typ III Milmersdorf zusammengeschlossen.
Zwischen 1955 und 1961 fanden in Ahrensdorf auf einer eigens hergerichteten Strecke Sandbahnrennen für Motorräder statt. Hier wurden mehrere Meisterschaften mit internationaler Beteiligung ausgetragen. 1965/1966 wurde das frühere Freizeitzentrum „Neu Afrika“ von den Leuna-Werken erworben und zu einer Kinderferienanlage umgebaut. 1970 wurde eine Motorrad-Sandbahnstrecke zwischen Templin und Ahrensdorf wieder hergestellt und eröffnet. Die SED-Bezirksleitung Leipzig ließ 1975 das ehemalige Gut Seehof zum Urlaubszentrum ausbauen.
In den 1980er Jahren wurden viele neue Einfamilienhäuser und Ferienhäuser erbaut. Ahrensdorf wurde zu einem beliebten Ferienort. 1984 waren 762 Ferienwohnungen in Ahrensdorf registriert. Nach der Wende strengten die Ahrensdorfer einen Bürgerentscheid an, in dessen Ausgang Ahrensdorf aus Milmersdorf ausgegliedert und wieder in die Stadt Templin eingegliedert wurde. 2009 erfolgt der Bau eines Radweges von Templin nach Ahrensdorf. 2010 wurde ein Gedenkstein zur Ersterwähnung mit der Inschrift „Ahrensdorf 1306“ aufgestellt.

## Politische Geschichte
Ahrensdorf war zumindest seit Beginn des 14. Jahrhunderts ein Kämmereidorf der Stadt Templin. Auch nach dem Wüstfallen des Dorfes blieb die Feldmark im Besitz der Stadt Templin und wurde von der Bürgerschaft genutzt. Auch als 1771 die Kolonie Ahrensdorf angelegt wurde, blieb die Stadt Templin im Besitz der oberen und niederen Gerichtsbarkeit. Diese ging 1849 auf den Landkreis Templin bzw. Kreisgericht Templin über. Ahrensdorf wurde eine selbständige Landgemeinde. Am 1. Januar 1957 wurde Ahrensdorf zunächst nach Templin eingegliedert, am 1. Oktober 1961 jedoch in die Gemeinde Milmersdorf umgegliedert. Am 1. Juli 1993 kam Ahrensdorf erneut zur Stadt Templin und ist seither deren Ortsteil. Seit Mitte des Jahres 2004 hat der Ortsteil auch einen Ortsbeirat bestehend aus drei Mitgliedern, die aus ihrer Mitte den Ortsvorsteher und dessen Stellvertreter wählen.
Templin und damit auch Ahrensdorf gehörten vor 1816 zum Uckermärkischen Kreis, der in der Kreisreform in drei Kreise aufgeteilt wurde. Templin wurde Kreisstadt des Landkreises Templin. In der Kreisreform von 1952 wurde dieser neu zugeschnitten (Kreis Templin). 1993 wurde der Landkreis Templin mit den Landkreisen Prenzlau und Angermünde zum Landkreis Uckermark zusammengelegt.

## Verkehr
Der öffentliche Personennahverkehr wird unter anderem durch den PlusBus des Verkehrsverbund Berlin-Brandenburg erbracht. Folgende Verbindungen führen, betrieben von der Uckermärkische Verkehrsgesellschaft, durch Ahrensdorf:
- Linie 502: Templin ↔ Ahrensdorf ↔ Mittenwalde ↔ Haßleben ↔ Prenzlau
- Linie 515: Templin ↔ Ahrensdorf ↔ Ringenwalde ↔ Friedrichswalde ↔ Joachimsthal

## Tourismus und Freizeit
Die Gemeinde ist vom Tourismus geprägt. Im Ort werden eine ganze Reihe von Ferienwohnungen angeboten. Es gibt eine Gaststätte und einen Supermarkt im Ort. Am Lübbesee und am Zaarsee gibt es je einen Naturbadestrand. Es können Angelscheine erworben werden.
Ahrensdorf kann jetzt wieder mit dem Zug erreicht werden.
Der Ort ist mit Templin und Milmersdorf auch durch einen Radweg verbunden. Außerdem führt der Radweg um den Lübbesee über Ahrensdorf. Kinder finden im Spiel- und Bolzplatz zahlreiche Freizeitmöglichkeiten, Erwachsene mit Spielfeldern für Basketball und Volleyball.

## Denkmale
Die Denkmalliste des Landes Brandenburg für den Kreis Uckermark verzeichnet für Ahrensdorf fünf Bodendenkmale:
- Nr. 140669, Flur 1: eine Siedlung der Ur- und Frühgeschichte
- Nr. 140670, Flur 1: eine Siedlung des deutschen Mittelalters
- Nr. 140671, Flur 1: eine Siedlung des Neolithikums
- Nr. 140672, Flur 1: ein Rast- und Werkplatz des Mesolithikums
- Nr. 140673, Flur 1: ein Rast- und Werkplatz des Mesolithikums

Das ehemalige Gebäude, welches gerne als ehemalige Schule und Kirche bezeichnet wird, befindet sich seit mehreren Jahren zu überwiegendem Teil im Privatbesitz. Es ist das mit Abstand interessanteste Gebäude des Ortes, obwohl es recht abgelegen vom Ortskern liegt. Leider interessieren sich die Bürger des Ortes nicht besonders für die Geschichte der letzten 100 Jahre, die nicht uninteressant sind. Immer mehr Zeitzeugen sterben und das Wissen geht verloren. Die Kirche wurde eine gewisse Zeit vom Vater der jetzigen Bundeskanzlerin Frau Merkel kirchlich betreut. Es gibt leider Bestrebungen den geschichtsträchtigen Bau (Kirche) zu einem Feierraum für die Bürger des Ortsteiles umzubauen. Die jetzige Pastorin ist Mitglied im Förderverein. Die Kirche ist Eigentum der Stadt Templin. In Ahrensdorf gibt es keine Kirchgänger mehr. Die Gläubigen gehen in die umliegenden Kirchen, die noch als solche genutzt werden. Der große Schulraum befindet sich im Privatbesitz.

## Persönlichkeiten
- Richard Fischer (1906–1991), Konteradmiral der Volksmarine, später Generalmajor der NVA, Botschafter der DDR in Nordkorea, Militärattaché in der Sowjetunion, Direktor der Militärbibliothek Strausberg/Dresden
- Brigitte Freyh (* 25. April 1924 in Ahrensdorf; † 13. September 2009) war eine deutsche Politikerin der SPD.
- Katharina von Kardorff-Oheimb (* 2. Januar 1879 in Neuss; † 22. März 1962 in Düsseldorf), war eine deutsche Politikerin der DVP. Sie war 1945 für kurze Zeit Bürgermeisterin von Ahrensdorf.

## Anmerkung
1. ↑  Das Historische Ortslexikon berichtet von 15 Kolonisten, Gerhard Günther schreibt dagegen, dass es nur 14 waren. Da aber später (1790) 15 Feuerstellen genannt werden, 1801 wiederum von 15 Kolonistenstellen die Rede ist, dürfte die Angabe im Historischen Ortslexikon eher zutreffen.